# Manhartsberg
Der Manhartsberg ist ein niedriger, langgestreckter Höhenzug in Niederösterreich und bildet als solcher die natürliche Grenze zwischen Waldviertel und Weinviertel. Er kulminiert im gleichnamigen Manhartsberg mit 537 m ü. A. und ist die im Süden und Osten liegende Flanke des Granitmassivs des Granit- und Gneisplateaus, dem österreichischen Anteil an der Böhmischen Masse.

## Lage

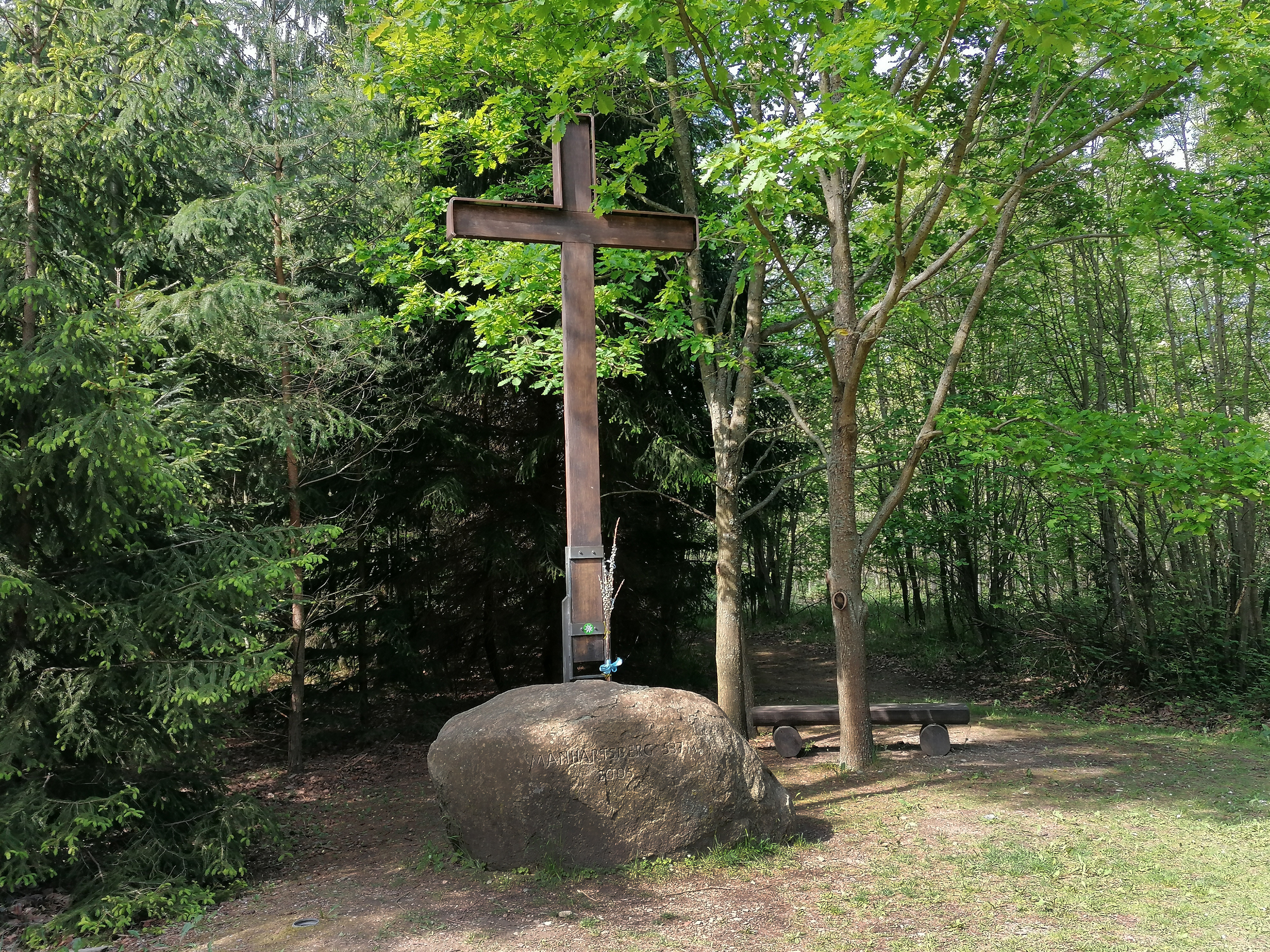
Das Gipfelkreuz des Manhartsbergs (2020)

Der Höhenzug reicht von der Thaya bis zum Wagram und ist teilweise mit tertiären Schichten (Sanden) überlagert, er setzt sich im mährischen Gebiet bis in die Gegend von Znaim fort. Der Manhartsberg bildet als Ostrand des Böhmischen Massivs den „Grenzstein“ für das Viertel ober dem Manhartsberg (Waldviertel) und das Viertel unter dem Manhartsberg (Weinviertel). Seine Westseite wurde vom Kamp geformt, diese westlichen Abhänge des Manhartsberges sind Teil des Naturparks Kamptal-Schönberg. Oberhalb der Stadt Maissau stehen am Höhenzug des Manhartsbergs reiche Amethystvorkommen an.
Nahe seinem höchsten Punkt befinden sich noch einige Reste einer Funkstörstellung aus dem Zweiten Weltkrieg mit dem Decknamen Zangendorf 4. Diese bestand aus zwei über 50 Meter hohen Antennenmasten sowie aus drei 20 Meter hohen Holztürmen. Über den namensgebenden Manhartsberg führt die Landesstraße 1238, die im Bereich des Höhenzuges als Naturstraße ausgeführt ist und daher bei Rallyes sehr beliebt ist.
Der Höhenzug Manhartsberg gilt nach wie vor als Grenze zwischen Waldviertel und Weinviertel. Das dem Weinviertel entsprechende Vikariat der Erzdiözese Wien nennt sich noch heute „unter dem Manhartsberg“.